# 九店楚簡
九店楚簡（きゅうてんそかん）は、中国の湖北省江陵県九店公社磚瓦廠（現在の荊州市荊州区紀南鎮紀南第二磚瓦廠）で出土した戦国時代の楚国の簡牘である。

## 概要
1978年に東周墓が発見され、1981年から1989年末にかけて発掘された597基のうちの56号墓から、205枚の竹簡が出土した。出土した竹簡のうち保存状態が良い簡は35枚で、ほかは残簡である。農作物に関係する簡と数術に関係する「日書」に大別される。この「日書」は現存最古のものである。また621号墓からは88枚の簡が出土し、うち34枚は判読可能で、「季子女訓」と名づけられた古逸書が見られる。